# Jamaica Kincaid
Jamaica Kincaid, nata Elaine Cynthia Potter Richardson (Saint John's, 25 maggio 1949), è una scrittrice antiguo-barbudana con cittadinanza statunitense. Attualmente vive a North Bennington, in Vermont.

## Biografia
Kincaid ha vissuto con la madre e il patrigno carpentiere fino al 1965. Ha completato la sua formazione superiore ad Antigua con il sistema educativo inglese, dato che il suo paese è stato colonia britannica fino al 1967.
A 16 anni si è trasferita a New York per lavorare presso una famiglia come ragazza alla pari. Ha lavorato poi alla redazione di Forbes.
Nel 1973 ha cambiato il suo nome in Jamaica Kincaid perché la sua famiglia disapprovava il fatto che scrivesse. La sua prima esperienza di scrittura riguarda una serie di articoli per la rivista Ingenue.
Ha lavorato per il periodico The New Yorker fino al 1995.
Insegna scrittura creativa alla Harvard University. Ha inoltre ricevuto una laurea honoris causa in lettere dalla Wesleyan University.
Ha due figli, Harold e Annie, avuti dall'ex marito, il compositore Allen Shawn.

## Opere tradotte in italiano
- In fondo al fiume, traduzione di Mirko Esposito, Milano, Adelphi, 2011, ISBN 978-88-459-2568-9 (Tit. or.: At the Bottom of the River, 1983).
- Annie John, traduzione di Silvia Pareschi, Milano, Adelphi, 2017, ISBN 978-88-459-3163-5 (Tit. or.: Annie John, 1985).
- Un posto piccolo, traduzione di Franca Cavagnoli, Milano, Adelphi, 2000, ISBN 88-459-1584-0 (Tit. or.: A Small Place, 1988).
- Lucy, traduzione di Andrea Di Gregorio, Milano, Adelphi, 2008, ISBN 978-88-459-2306-7 (Tit. or.: Lucy, 1990).
- Autobiografia di mia madre, traduzione di David Mezzacapa, Milano, Adelphi, 1997, ISBN 88-459-1284-1 (Tit. or.: The Autobiography of My Mother, 1995).
- Mio fratello, traduzione di Franca Cavagnoli, Milano, Adelphi, 1999, ISBN 88-459-1465-8 (Tit. or.: My Brother, 1997).
- Mr. Potter, traduzione di Franca Cavagnoli, Milano, Adelphi, 2005, ISBN 88-459-1967-6 (Tit. or.: Mr. Potter, 2002).
- Vedi adesso allora, traduzione di Silvia Pareschi, Milano, Adelphi, 2014, ISBN 978-88-459-2892-5 (Tit. or.: See Now Then, 2013).
- Biografia di un vestito, traduzione di Franca Cavagnoli, Milano, Adelphi, 2023, ISBN 978-88-459-3769-9 (Include i racconti "Biography of a Dress", 1992, e "Putting Myself Together", 1995).
- Passeggiata sull'Himalaya, traduzione di Franca Cavagnoli, Milano, Adelphi, 2025, ISBN 978-88-459-3815-3 (Tit. or. Among Flowers, A Walk in the Himalaya, 2005).